# Елашци (Вишеград)
Елашци (серб. Јелашци / Jelašci) — село в общине Вишеград Республики Сербской Боснии и Герцеговины. В настоящее время село необитаемо.

## История
1 августа 1992 года в селе были убиты 10 местных жителей солдатами АРБиГ.